# Taíssia Afónina
Taíssia Kiríl·lovna Afónina (rus: Таи́сия Кири́лловна Афо́нина; 13 de maig de 1913, Mikolaiv, Imperi Rus -19 d'abril de 1994, Sant Petersburg, Rússia) fou una pintora i aquarel·lista soviètica i russa. Va viure i treballar a Leningrad, va ser membre de la Unió d'Artistes de Sant Petersburg (abans de 1992 - la delegació de Leningrad de la Unió d'Artistes de la Federació Russa), I és considerada com un dels representants de l'escola de pintura de Leningrad.

## Biografia
Taíssia Kiríl·lovna Afónina va néixer el 13 de maig de 1913 a la ciutat de Mikolaiv (actualment a Ucraïna, llavors gubèrnia de Kherson de l'Imperi Rus) en la família del mestre de la drassana "Naval" (després de la Revolució d'Octubre, drassana Andre Marti) Afonin Kíril Nikolàievitx. La seva mare Eufrossina Semiónovna Gontxarova, filla d'un ferrer a la fàbrica de locomotores Hartman de Luhansk, era mestressa de casa.
El 1931, Taisia Afonina es va graduar a una escola secundària de la ciutat de Taganrog, va venir a Leningrad per obtenir una formació d'art. El 1932-1936 va estudiar al departament nocturn de l'escola laboral, i després a les classes preparatòries de l'Acadèmia de les Arts de totes les Rússies.
A la primavera de 1936, després de les classes preparatòries, es va matricular al primer any del departament de pintura de l'Institut Leningrad de Pintura, Escultura i Arquitectura. Va estudiar amb Mikhaïl Bernstein, Pàvel Naumov i Víktor Oréixnikov.
El 1941, després de l'inici de la Gran Guerra Patriòtica, Taíssia Afónina, amb el seu fill petit i la seva mare, foren evacuats, primer a Ostàixkov, després a Vixni Volotxiok i finalment a Luhansk, Ucraïna. Després de l'alliberament de Luhansk el 1943, va participar en la seva restauració iva ensenyar dibuix i pintura a una escola d'art. A la tardor de 1943, amb un grup d'artistes, va anar a Krasnodon a dibuixar un club local abans de lliurar medalles als pares de membres morts de l'organització clandestina antifeixista del Komsomol Jove Guàrdia. Més tard, el 1946, al número de maig de la revista de l'Acadèmia de les Arts "Per al realisme socialista", va escriure:
| « | Vaig veure la mina on els havien abocat, les restes de les seves robes ensangonades, la presó on van ser torturats. Vaig parlar amb les seves mares i amigues. Volia explicar, escriure sobre tot, sobre tota la seva breu vida heroica. | » |

El 1946, Afonina es va graduar a l'Institut Repin, al taller de pintura monumental d'Ígor Grabar. La seva tesi és una pintura "Les noies del Donbass", dedicat a la memòria i l'heroisme dels membres de la clandestinitat antifeixista.
Després de graduar-se, va continuar treballant a Luhansk i només el 1952 va tornar a Leningrad. Fou el museu "Kliment Voroixílov" de Luhansk qui va adquirir el 1943 les tres primeres obres d'Afónina: les pintures "Els alemanys van venir", Robatori a Alemanya" i "La trobada". Posteriorment, les seves obres van ser adquirides pels museus de Leningrad, Kostromà, Krasnodon, Stàraia Làdoga i el Museu d'Art Modern de París.
Taíssia Kiríl·lovna Afónina va morir el 19 d'abril de 1994 a Sant Petersburg al 81è any de la seva vida. Les seves pintures es troben a museus d'art i col·leccions privades de Rússia, Finlàndia, Estats Units, Alemanya, Anglaterra, França, i altres.

## Creativitat
En els primers anys després de la graduació, Taíssia Afónina es va sentir atreta per temes militars i el renaixement del patetisme. Més tard, el 1950-1960, va treballar més en els temes del retrat i el paisatge líric. El 1950 va visitar Ucraïna i els Carpats, on va pintar una gran quantitat d'estudis quotidians. En les seves obres s'aprecia el mètode típic de la pintura tonal, l'interès per efectuar la transferència de les llums i l'aire juntament amb subtils relacions coloristes.
Entre les seves obres destaquen les pintures Transportador de foneria (1947), Retrat de Z. Kizilstein-Mikhàilova, Raïms i pomes (ambdós del 1955), Dia ventós (1958), Prop de RiazanPrimavera, Nit blava, Després de la plujaAl vell pont Tutxkov(tots del 1959), Al riu Jdànovka a Leningrad (1960), Un estudiant xinès (1961), Natura morta amb salze,Retrat de la poetessa Olga Bergholz, Marinka,Briar (tots el 1964), Retrat d'A. Grebenuk,Retrat de l'entomòloga S. Keléinikova (ambdues de 1975), Retrat d'una dona coreana Tamara (1977), Retrat de l'escriptor Nikolai Tíkhonov (1980), i altres.